# Voli con equipaggio per la ISS
Questa è la lista dei voli con equipaggio per la ISS in ordine cronologico. I membri degli equipaggi della ISS sono riportati in grassetto.

## Voli completati
| | Volo   | Missione                                                                              | Equipaggio | Foto equipaggio | Patch | Note |
| --- | ------ | ------------------------------------------------------------------------------------- | --- | --- | ----- | --- |
| 1. | 2A     | STS-88 Endeavour Lancio: 4 dicembre 1998 Tempo di aggancio: 6 giorni 18 ore           | Robert Cabana Frederick Sturckow Nancy Currie Jerry Ross James Newman Sergej Krikalëv                                          | Cinque astronauti della NASA e un cosmonauta russo assegnati alla missione STS-88. Davanti sono seduti Sergei K. Krikalev, specialista di missione in rappresentanza dell'Agenzia spaziale russa (RSA), e l'astronauta Nancy J. Currie, specialista di missione. Dietro, da sinistra, gli astronauti Jerry L. Ross, specialista di missione, Robert D. Cabana, comandante di missione, Frederick W. Sturckow, pilota, e James H. Newman, specialista di missione. |       | Trasporto del modulo Unity 3 attività extraveicolari |
| 2. | 2A.1   | STS-96 Discovery Lancio: 27 maggio 1999 Tempo di aggancio: 5 giorni 18 ore            | Kent Rominger Rick Husband Tamara Jernigan Ellen Ochoa Daniel Barry Julie Payette Valerij Tokarev                              | |       | 1 attività extraveicolare |
| 3. | 2A.2a  | STS-101 Atlantis Lancio: 19 maggio 2000 Tempo di aggancio: 5 giorni 18 ore            | James Halsell Scott Horowitz Mary Weber Jeffrey Williams James Voss Susan Helms Jurij Usačëv                                   | |       | Boost orbit ~30 km 1 attività extraveicolare |
| 4. | 2A.2b  | STS-106 Atlantis Lancio: 8 settembre 2000 Tempo di aggancio: 7 giorni 21 ore          | Terrence Wilcutt Scott Altman Edward Lu Richard Mastracchio Daniel Burbank Jurij Malenčenko Boris Morukov                      | |       | 1 attività extraveicolare |
| 5. | 3A     | STS-92 Discovery Lancio: 11 ottobre 2000 Tempo di aggancio: 6 giorni 21 ore           | Brian Duffy Pamela Melroy Leroy Chiao William McArthur Peter Wisoff Michael López-Alegría Koichi Wakata                        | |       | Trasportato del Z1 Truss 4 attività extraveicolari |
| 6. | 2R     | Sojuz TM-31 Lancio: 31 ottobre 2000 Tempo di aggancio: ~183 giorni                    | Jurij Gidzenko Sergej Krikalëv William Shepherd                                                                                | |       | Trasportato equipaggio Expedition 1 |
| 7. | 4A     | STS-97 Endeavour Lancio: 30 novembre 2000 Tempo di aggancio: 6 giorni 23 ore          | Brent Jett Michael Bloomfield Joseph Tanner Carlos Noriega Marc Garneau                                                        | |       | Trasportato P6 Truss 3 attività extraveicolari |
| 8. | 5A     | STS-98 Atlantis Lancio: 7 febbraio 2001 Tempo di aggancio: 6 giorni 21 ore            | Kenneth Cockrell Mark Polansky Robert Curbeam Marsha Ivins Thomas Jones                                                        | |       | Trasportato laboratorio Destiny 3 attività extraveicolari |
| 9. | 5A.1   | STS-102 Discovery Lancio: 8 marzo 2001 Tempo di aggancio: 8 giorni 21 ore             | James Wetherbee James Kelly Paul Richards Andrew Thomas Jurij Usačëv James Voss Susan Helms                                    | |       | Trasportato equipaggio Expedition 2 Ritorno di Expedition 1 Utilizzo del MPLM 2 attività extraveicolari                                                                                                 |
| 10. | 6A     | STS-100 Endeavour Lancio: 19 aprile 2001 Tempo di aggancio: 8 giorni 3 ore            | Kent Rominger Jeffrey Ashby John Phillips Scott Parazynski Chris Hadfield Umberto Guidoni Jurij Lončakov                       | |       | Use MPLM Trasportato Canadarm2 2 attività extraveicolari |
| 11. | 2S     | Sojuz TM-32 Lancio: 28 aprile 2001 Tempo di aggancio: ~183 giorni                     | Talğat Musabaev Jurij Baturin Dennis Tito                                                                                      | |       | Tutto l'equipaggio ritorna con Sojuz TM-31 dopo una settimana |
| 12. | 7A     | STS-104 Atlantis Lancio: 12 luglio 2001 Tempo di aggancio: 8 giorni 1 ore             | Steven Lindsey Charles Hobaugh Michael Gernhardt Janet Kavandi James Reilly                                                    | |       | Trasportato Quest Joint Airlock 3 attività extraveicolari |
| 13. | 7A.1   | STS-105 Discovery Lancio: 10 agosto 2001 Tempo di aggancio: 9 giorni 20h              | Scott Horowitz Frederick Sturckow Daniel Barry Patrick Forrester Frank Culbertson Michail Tjurin Vladimir Dežurov              | |       | Trasportato equipaggio Expedition 3 Ritorno Expedition 2 Utilizzato MPLM 2 attività extraveicolari |
| 14. | 3S     | Sojuz TM-33 Lancio: 21 ottobre 2001 Tempo di aggancio: ~193 giorni                    | Viktor Afanas'ev Konstantin Kozeev Claudie Haigneré                                                                            | |       | Tutti e tre i membri dell'equipaggio ritornano con Sojuz TM-32 dopo 9 giorni e 18 ore. |
| 15. | UF-1   | STS-108 Endeavour Lancio: 5 dicembre, 2001 Tempo di aggancio: 7 giorni 21 ore         | Dominic Gorie Mark Kelly Linda Godwin Daniel Tani Jurij Onufrienko Carl Walz Daniel Bursch                                     | |       | Trasportato equipaggio Expedition 4 Ritorno di Expedition 3 Utilizzo del MPLM 1 attività extraveicolari                                                                                                 |
| 16. | 8A     | STS-110 Atlantis Lancio: 8 aprile 2002 Tempo di aggancio: 7 giorni 2 ore              | Michael Bloomfield Stephen Frick Jerry Ross Steven Smith Ellen Ochoa Lee Morin Rex Walheim                                     | |       | Trasportato S0 Truss 4 attività extraveicolari |
| 17. | 4S     | Sojuz TM-34 Lancio: 25 aprile 2002 Tempo di aggancio: ~196 giorni                     | Jurij Gidzenko Roberto Vittori Mark Shuttleworth                                                                               | |       | Tutti e 3 i membri dell'equipaggio hanno fatto ritorno con Sojuz TM-33 dopo 8 giorni |
| 18. | UF-2   | STS-111 Endeavour Lancio: 5 giugno 2002 Tempo di aggancio: 7 giorni 22 ore            | Kenneth Cockrell Paul Lockhart Franklin Chang-Diaz Philippe Perrin Valerij Korzun Sergej Treščëv Peggy Whitson                 | |       | Trasportato equipaggio Expedition 5 Ritorno di Expedition 4 Trasportato Mobile Base System Utilizzo del MPLM 3 attività extraveicolari                                                                  |
| 19. | 9A     | STS-112 Atlantis Lancio: 7 ottobre 2002 Tempo di aggancio: 6 giorni 21 ore            | Jeffrey Ashby Pamela Melroy David Wolf Sandra Magnus Piers Sellers Fëdor Jurčichin                                             | |       | Trasportato S1 Truss 3 attività extraveicolari |
| 20. | 5S     | Sojuz TMA-1 Lancio: 30 ottobre 2002 Tempo di aggancio: ~183 giorni                    | Sergej Zalëtin Jurij Lončakov Frank De Winne                                                                                   | |       | Tutti e tre i membri dell'equipaggio hanno fatto ritorno con Sojuz TM-34 dopo una settimana |
| 21. | 11A    | STS-113 Endeavour Lancio: 24 novembre 2002 Tempo di aggancio: 6 giorni 22 ore         | James Wetherbee Paul Lockhart Michael López-Alegría John Herrington Kenneth Bowersox Donald Pettit Nikolaj Budarin             | |       | Trasportato equipaggio Expedition 6 Ritorno di Expedition 5 Trasportato P1 Truss 3 attività extraveicolari                                                                                              |
| Nota: Il disastro dello Space Shuttle Columbia avvenuto il 1º febbraio 2003, ha messo a terra la flotta di Shuttle fino a luglio 2005. Le maggiori opere di costruzione della ISS sono state interrotte fino a settembre 2006 con STS-115. |        |                                                                                       | | |       | |
| 22. | 6S     | Sojuz TMA-2 Lancio: 28 aprile 2003 Tempo di aggancio: ~182 giorni                     | Jurij Malenčenko Edward Lu | |       | Trasportato equipaggio Expedition 7 The Expedition 6 returned in Sojuz TMA-1 a few giorni later |
| 23. | 7S     | Sojuz TMA-3 Lancio: 18 ottobre 2003 Tempo di aggancio: ~192 giorni                    | Aleksandr Kaleri Michael Foale Pedro Duque                                                                                     | |       | Trasportato equipaggio Expedition 8 Duque ritorna con Expedition 7 sulla Sojuz TMA-2 alcuni giorni dopo                                                                                                 |
| 24. | 8S     | Sojuz TMA-4 Lancio: 19 aprile 2004 Tempo di aggancio: ~185 giorni                     | Gennadij Padalka Michael Fincke André Kuipers                                                                                  | |       | Trasportato equipaggio Expedition 9 Kuipers ritorna con Expedition 8 sulla Sojuz TMA-3 9 giorni dopo |
| 25. | 9S     | Sojuz TMA-5 Lancio: 14 ottobre 2004 Tempo di aggancio: ~190 giorni                    | Saližan Šaripov Leroy Chiao Jurij Šargin                                                                                       | |       | Trasportato equipaggio Expedition 10 Shargin ritorna con Expedition 9 sulla Sojuz TMA-4 alcuni giorni dopo                                                                                              |
| 26. | 10S    | Sojuz TMA-6 Lancio: 15 aprile 2005 Tempo di aggancio: ~179 giorni                     | Sergej Krikalëv John Phillips Roberto Vittori                                                                                  | |       | Trasportato equipaggio Expedition 11 Vittori ritorna con Expedition 10 sulla Sojuz TMA-5 alcuni giorni dopo                                                                                             |
| 27. | LF1    | STS-114 Discovery Lancio: 16 luglio 2005 Tempo di aggancio: 8 giorni 20h              | Eileen Collins James Kelly Stephen Robinson Andrew Thomas Wendy Lawrence Charles Camarda Soichi Noguchi                        | |       | Missione di ritorno al volo Utilizzo del MPLM Ispezione dello Space Shuttle dalla ISS 3 attività extraveicolari                                                                                         |
| 28. | 11S    | Sojuz TMA-7 Lancio: 1º ottobre 2005 Tempo di aggancio: ~189 giorni                    | Valerij Tokarev William McArthur Gregory Olsen                                                                                 | |       | Trasportato equipaggio Expedition 12 Olsen ritorna con Expedition 11 sulla Sojuz TMA-6 alcuni giorni dopo                                                                                               |
| 29. | 12S    | Sojuz TMA-8 Lancio: 30 marzo 2006 Tempo di aggancio: ~180 giorni                      | Pavel Vinogradov Jeffrey Williams Marcos Pontes                                                                                | |       | Trasportato equipaggio Expedition 13 Pontes ritorna con Expedition 12 sulla Sojuz TMA-7 9 giorni dopo                                                                                                   |
| 30. | ULF1.1 | STS-121 Discovery Lancio: 4 luglio 2006 Tempo di aggancio: 8 giorni 19 ore            | Steven Lindsey Mark Kelly Michael Fossum Lisa Nowak Stephanie Wilson Piers Sellers Thomas Reiter                               | |       | Trasportato equipaggio della Expedition 13 Ispezione dello Space Shuttle dalla ISS 3 attività extraveicolari                                                                                            |
| 31. | 12A    | STS-115 Atlantis Lancio: 9 settembre 2006 Tempo di aggancio: 6 giorni 2 ore           | Brent Jett Christopher Ferguson Daniel Burbank Heidemarie Stefanyshyn-Piper Joseph Tanner Steven MacLean                       | |       | Trasportato P3/4 truss Ispezione dello Space Shuttle dalla ISS 3 attività extraveicolari |
| 32. | 13S    | Sojuz TMA-9 Lancio: 18 settembre 2006 Tempo di aggancio: ~215 giorni                  | Michail Tjurin Michael López-Alegría / Anousheh Ansari                                                                         | |       | Trasportato equipaggio Expedition 14 Ansari ritorna con Expedition 13 sulla Sojuz TMA-8 8 giorni dopo                                                                                                   |
| 33. | 12A.1  | STS-116 Discovery Lancio: 10 dicembre, 2006 Tempo di aggancio: 7 giorni 23 ore        | Mark Polansky William Oefelein Nicholas Patrick Robert Curbeam Joan Higginbotham Christer Fuglesang Sunita Williams            | |       | Trasportato Williams per Expedition 14 Trasportato P5 truss Ispezione dello Space Shuttle dalla ISS 4 attività extraveicolari                                                                           |
| 34. | 14S    | Sojuz TMA-10 Lancio: 7 aprile 2007 Tempo di aggancio: ~196 giorni                     | Oleg Kotov Fëdor Jurčichin / Charles Simonyi                                                                                   | |       | Trasportato equipaggio Expedition 15 Simonyi ritorna con Expedition 14 sulla Sojuz TMA-9 12 giorni dopo                                                                                                 |
| 35. | 13A    | STS-117 Atlantis Lancio: 8 giugno 2007 Tempo di aggancio: 8 giorni 19 ore             | Frederick Sturckow Lee Archambault Patrick Forrester Steven Swanson John Olivas James Reilly Clayton Anderson                  | |       | Trasportato Anderson per Expedition 15 Trasportato S3/4 truss Ispezione dello Space Shuttle dalla ISS 4 attività extraveicolari                                                                         |
| 36. | 13A.1  | STS-118 Endeavour Lancio: 8 agosto 2007 Tempo di aggancio: 8 giorni 18 ore            | Scott Kelly Charles Hobaugh Tracy Caldwell Dyson Richard Mastracchio Barbara Morgan Benjamin Drew Dafydd Williams              | |       | Trasportato S5 Truss Ispezione dello Space Shuttle dalla ISS 4 attività extraveicolari |
| 37. | 15S    | Sojuz TMA-11 Lancio: 10 ottobre 2007 Tempo di aggancio: ~189 giorni                   | Jurij Malenčenko Peggy Whitson Sheikh Muszaphar Shukor                                                                         | |       | Trasportato equipaggio Expedition 16 Shukor ritorna con Expedition 15 sulla Sojuz TMA-10 alcuni grioni dopo                                                                                             |
| 38. | 10A    | STS-120 Discovery Lancio: 23 ottobre 2007 Tempo di aggancio: 10 giorni 22 ore         | Pamela Melroy George Zamka Scott Parazynski Stephanie Wilson Douglas Wheelock Paolo Nespoli Daniel Tani                        | |       | Trasportato equipaggio Tani for Expedition 16 Trasportato equipaggio modulo Harmony Riallocato P6 truss Ispezione dello Space Shuttle dalla ISS 5 attività extraveicolari                               |
| 39. | 1E     | STS-122 Atlantis Lancio: 7 febbraio 2008 Tempo di aggancio: 8 giorni 16 ore           | Stephen Frick Alan Poindexter Leland Melvin Rex Walheim Stanley Love Hans Schlegel Léopold Eyharts                             | |       | Trasportato Eyharts per Expedition 16 Trasportato modulo Columbus Ispezione dello Space Shuttle dalla ISS 3 attività extraveicolari                                                                     |
| 40. | 1J/A   | STS-123 Endeavour Lancio: 11 marzo 2008 Tempo di aggancio: 11 giorni 21 ore           | Dominic Gorie Gregory Johnson Robert Behnken Michael Foreman Richard Linnehan Takao Doi Garrett Reisman                        | |       | Trasportato equipaggio Reisman for Expedition 16 Trasportato Kibō Experiment Logistics Module e Special Purpose Dexterous Manipulator Ispezione dello Space Shuttle dalla ISS 5 attività extraveicolari |
| 41. | 16S    | Sojuz TMA-12 Lancio: 8 aprile 2008 Tempo di aggancio: ~198 giorni                     | Sergej Volkov Oleg Kononenko Yi So-yeon                                                                                        | |       | Trasportato equipaggio Expedition 17 Yeon ritorna con Expedition 16 sulla Sojuz TMA-11 alcuni giorni dopo                                                                                               |
| 42. | 1J     | STS-124 Discovery Lancio: 31 maggio 2008 Tempo di aggancio: 8 giorni 17 ore           | Mark Kelly Kenneth Ham Karen Nyberg Ronald Garan Michael Fossum Akihiko Hoshide Gregory Chamitoff                              | |       | Trasportato Chamitoff per Expedition 17 Trasportato equipaggio Kibō Pressurized Module & Remote Manipulator System Ispezione dello Space Shuttle dalla ISS 3 attività extraveicolari                    |
| 43. | 17S    | Sojuz TMA-13 Lancio: 12 ottobre 2008 Tempo di aggancio: ~164 giorni                   | Jurij Lončakov Michael Fincke Richard Garriott                                                                                 | |       | Trasportato equipaggio Expedition 18 Garriott ritorna con Expedition 17 sulla Sojuz TMA-12 alcuni giorni dopo                                                                                           |
| 44. | ULF2   | STS-126 Endeavour Lancio: 15 novembre 2008 Tempo di aggancio: 11 giorni 16 ore        | Christopher Ferguson Eric Boe Donald Pettit Stephen Bowen Heidemarie Stefanyshyn-Piper Robert Kimbrough Sandra Magnus          | |       | Trasportato equipaggio Magnus for Expedition 18 Utilizzo del MPLM Riparazione del Solar Alpha Rotary Joints (SARJ) Ispezione dello Space Shuttle dalla ISS 4 attività extraveicolari                    |
| 45. | 15A    | STS-119 Discovery Lancio: 15 marzo 2009 Tempo di aggancio: 8 giorni 22 ore            | Lee Archambault Dominic Antonelli Joseph Acaba Steven Swanson Richard Arnold John Phillips Koichi Wakata                       | |       | Trasportato Wakata per Expedition 18 Trasportato S6 truss Ispezione dello Space Shuttle dalla ISS 3 attività extraveicolari                                                                             |
| 46. | 18S    | Sojuz TMA-14 Lancio: 26 marzo 2009 Tempo di aggancio: ~197 giorni                     | Gennadij Padalka Michael Barratt / Charles Simonyi                                                                             | |       | Trasportato equipaggio Expedition 19 Simonyi ritorna con Expedition 18 sulla Sojuz TMA-13 alcuni giorni dopo                                                                                            |
| 47. | 19S    | Sojuz TMA-15 Lancio: Maggio 27, 2009 Tempo di aggancio: ~186 giorni                   | Roman Romanenko Frank De Winne Robert Thirsk                                                                                   | |       | Trasportato equipaggio Expedition 20 |
| 48. | 2J/A   | STS-127 Endeavour Lancio: 15 luglio 2009 Tempo di aggancio: 11 giorni 1 ore           | Mark Polansky Douglas Hurley Christopher Cassidy Thomas Marshburn David Wolf Julie Payette Timothy Kopra                       | |       | Trasportato Kopra per Expedition 20 Trasportato Kibō Exposed Facility & Logistics Module Exposed Section Ispezione dello Space Shuttle dalla ISS 5 attività extraveicolari                              |
| 49. | 17A    | STS-128 Discovery Lancio: 29 agosto 2009 Tempo di aggancio: 9 giorni 19 ore           | Frederick Sturckow Kevin Ford Patrick Forrester José Hernández John Olivas Christer Fuglesang Nicole Stott                     | |       | Trasportato Stott per Expedition 20 Utilizzo MPLM Ispezione dello Space Shuttle dalla ISS 3 attività extraveicolari                                                                                     |
| 50. | 20S    | Sojuz TMA-16 Lancio: 30 settembre 2009 Tempo di aggancio: ~167 giorni                 | Maksim Suraev Jeffrey Williams Guy Laliberté                                                                                   | |       | Trasportato equipaggio Expedition 21 Laliberté ritorna con Expedition 20 sulla Sojuz TMA-14 alcuni giorni dopo                                                                                          |
| 51. | ULF3   | STS-129 Atlantis Lancio: 16 novembre 2009 Tempo di aggancio: 6 giorni 17 ore          | Charles Hobaugh Barry Wilmore Michael Foreman Randolph Bresnik Leland Melvin Robert Satcher                                    | |       | Trasportato ELC1 e ELC2 Ispezione dello Space Shuttle dalla ISS 3 attività extraveicolari |
| 52. | 21S    | Sojuz TMA-17 Lancio: 20 dicembre 2009 Tempo di aggancio: ~162 giorni                  | Oleg Kotov Soichi Noguchi Timothy Creamer                                                                                      | |       | Trasportato equipaggio Expedition 22 |
| 53. | 20A    | STS-130 Endeavour Lancio: 8 febbraio 2010 Tempo di aggancio: 9 giorni 19 ore          | George Zamka Terry Virts Kathryn Hire Stephen Robinson Nicholas Patrick Robert Behnken                                         | |       | Trasportato Node 3 & Cupola Ispezione dello Space Shuttle dalla ISS 3 attività extraveicolari |
| 54. | 22S    | Sojuz TMA-18 Lancio: 2 aprile 2010 Tempo di aggancio: ~174 giorni                     | Aleksandr Skvorcov Michail Kornienko Tracy Caldwell Dyson                                                                      | |       | Trasportato equipaggio Expedition 23 |
| 55. | 19A    | STS-131 Discovery Lancio: 5 aprile, 2010 Tempo di aggancio: 10 giorni 5 ore           | Alan Poindexter James Dutton Richard Mastracchio Clayton Anderson Dorothy Metcalf-Lindenburger Stephanie Wilson Naoko Yamazaki | |       | Utilizzo del MPLM Ispezione dello Space Shuttle dalla ISS 3 attività extraveicolari |
| 56. | ULF4   | STS-132 Atlantis Lancio: 14 maggio 2010 Tempo di aggancio: 7 giorni 1 ore             | Kenneth Ham Dominic Antonelli Stephen Bowen Michael Good Piers Sellers Garrett Reisman                                         | |       | Trasportato Rassvet Ispezione dello Space Shuttle dalla ISS 3 attività extraveicolari |
| 57. | 23S    | Sojuz TMA-19 Lancio: 15 giugno 2010 Tempo di aggancio: ~162 giorni                    | Fëdor Jurčichin Shannon Walker Douglas Wheelock                                                                                | |       | Trasportato equipaggio Expedition 24 |
| 58. | 24S    | Sojuz TMA-01M Lancio: 7 ottobre 2010 Tempo di aggancio: ~158 giorni                   | Aleksandr Kaleri Oleg Skripočka Scott Kelly                                                                                    | |       | Trasportato equipaggio Expedition 25 |
| 59. | 25S    | Sojuz TMA-20 Lancio: 15 dicembre 2010 Tempo di aggancio: ~158 giorni                  | Dmitrij Kondrat'ev Paolo Nespoli Catherine Coleman                                                                             | |       | Trasportato equipaggio Expedition 26 |
| 60. | ULF5   | STS-133 Discovery Lancio: 24 febbraio 2011 Tempo di aggancio: 8 giorni 14 ore         | Steven Lindsey Eric Boe Benjamin Drew Michael Barratt Stephen Bowen Nicole Stott                                               | |       | Trasportato ELC4 Trasportato PMM Ispezione dello Space Shuttle dalla ISS 2 attività extraveicolari |
| 61. | 26S    | Sojuz TMA-21 Lancio: Aprile 4, 2011 Tempo di aggancio: ~163 giorni                    | Aleksandr Samokutjaev Andrej Borisenko Ronald Garan                                                                            | |       | Trasportato equipaggio Expedition 27 |
| 62. | ULF6   | STS-134 Endeavour Lancio: 16 maggio 2011 Tempo di aggancio: 11 giorni 18 ore          | Mark Kelly Gregory Johnson Michael Fincke Gregory Chamitoff Andrew Feustel Roberto Vittori                                     | |       | Trasportato Alpha Magnetic Spectrometer Trasportato ELC3 Ispezione dello Space Shuttle dalla ISS 4 attività extraveicolare                                                                              |
| 63. | 27S    | Sojuz TMA-02M Lancio: 7 giugno 2011 Tempo di aggancio: 165 giorni                     | Sergej Volkov Satoshi Furukawa Michael Fossum                                                                                  | |       | Trasportato equipaggio Expedition 28 |
| 64. | ULF7   | STS-135 Atlantis Lancio: 8 luglio 2011 Tempo di aggancio: 12 giorni 18 ore            | Christopher Ferguson Douglas Hurley Sandra Magnus Rex Walheim                                                                  | |       | Utilizzo MPLM Ispezione dello Space Shuttle dalla ISS 1 attività extraveicolare |
| 65. | 28S    | Sojuz TMA-22 Lancio: 1º novembre 2011 Tempo di aggancio: 163 giorni                   | Anton Škaplerov Anatolij Ivanišin Daniel Burbank                                                                               | |       | Trasportato equipaggio Expedition 29 |
| 66. | 29S    | Sojuz TMA-03M Lancio: 26 dicembre 2011 Tempo di aggancio: 190 giorni 13 ore 29 minuti | Oleg Kononenko André Kuipers Donald Pettit                                                                                     | |       | Trasportato equipaggio Expedition 30 |
| 67. | 30S    | Sojuz TMA-04M Lancio: 15 maggio 2012 Tempo di aggancio: 122 giorni 18 ore 33 minuti   | Gennadij Padalka Sergej Revin Joseph Acaba                                                                                     | |       | Trasportato equipaggio Expedition 31 |
| 68. | 31S    | Sojuz TMA-05M Lancio: 15 luglio 2012 Tempo di aggancio: 124 giorni 17 ore 35 minuti   | Jurij Malenčenko Sunita Williams Akihiko Hoshide                                                                               | |       | Trasportato equipaggio Expedition 32 |
| 69. | 32S    | Sojuz TMA-06M Lancio: 23 ottobre 2012 Tempo di aggancio: 141 giorni 11 ore 14 min     | Oleg Novickij Evgenij Tarelkin Kevin Ford                                                                                      | |       | Trasportato equipaggio Expedition 33 |
| 70. | 33S    | Sojuz TMA-07M Lancio: 19 dicembre 2012 Tempo di aggancio: 143 giorni 9 ore            | Roman Romanenko Chris Hadfield Thomas Marshburn                                                                                | |       | Trasportato equipaggio Expedition 34 |
| 71. | 34S    | Sojuz TMA-08M Lancio: 28 marzo 2013 Tempo di aggancio: 165,88 giorni                  | Pavel Vinogradov Aleksandr Misurkin Christopher Cassidy                                                                        | |       | Trasportato equipaggio Expedition 35 |
| 72. | 35S    | Sojuz TMA-09M Lancio: 28 maggio 2013 Tempo di aggancio: 166 giorni 6 ore              | Fëdor Jurčichin Luca Parmitano Karen Nyberg                                                                                    | |       | Trasportato equipaggio Expedition 36 |
| 73. | 36S    | Sojuz TMA-10M Lancio: 25 settembre 2013 Tempo di aggancio: 166 giorni 6 ore           | Oleg Kotov Sergej Rjazanskij Michael Hopkins                                                                                   | |       | Trasportato equipaggio Expedition 37 |
| 74. | 37S    | Sojuz TMA-11M Lancio: 7 novembre 2013 Tempo di aggancio: 187 giorni 21 ore            | Michail Tjurin Richard Mastracchio Koichi Wakata                                                                               | |       | Trasportato equipaggio Expedition 38 |
| 75. | 38S    | Sojuz TMA-12M Lancio: 25 marzo 2014 Tempo di aggancio: 169 giorni 5 ore               | Aleksandr Skvorcov Oleg Artem'ev Steven Swanson                                                                                | |       | Trasportato equipaggio Expedition 39 |
| 76. | 39S    | Sojuz TMA-13M Lancio: 28 maggio 2014 Tempo di aggancio: 165 giorni 8 ore              | Maksim Suraev Reid Wiseman Alexander Gerst                                                                                     | |       | Trasportato equipaggio Expedition 40 |
| 77. | 40S    | Sojuz TMA-14M Lancio: 25 settembre 2014 Tempo di aggancio: 167 giorni 5 ore           | Aleksandr Samokutjaev Elena Serova Barry Wilmore                                                                               | |       | Trasportato equipaggio Expedition 41 |
| 78. | 41S    | Sojuz TMA-15M Lancio: 23 novembre 2014 Tempo di aggancio: 199 giorni 16 ore           | Anton Škaplerov Samantha Cristoforetti Terry Virts                                                                             | |       | Trasportato equipaggio Expedition 42 |
| 79. | 42S    | Sojuz TMA-16M Lancio: 27 marzo 2015 Tempo di aggancio: 168 giorni 5 ore               | Lancio: Gennadij Padalka Michail Kornienko Scott Kelly Atterraggio: Gennadij Padalka Andreas Mogensen Ajdyn Aimbetov           | |       | Trasportato equipaggio Expedition 43 |
| 80. | 43S    | Sojuz TMA-17M Lancio: 22 luglio 2015 Tempo di aggancio: 141 giorni 16 ore             | Oleg Kononenko Kimiya Yui Kjell Lindgren                                                                                       | |       | Trasportato equipaggio Expedition 44 |
| 81. | 44S    | Sojuz TMA-18M Lancio: 2 settembre 2015 Tempo di aggancio: 179 giorni 17 ore           | Lancio: Sergej Volkov Andreas Mogensen Ajdyn Aimbetov Atterraggio: Sergej Volkov Michail Kornienko Scott Kelly                 | |       | Trasportato equipaggio Expedition 45 Mogensen e Aimbetov ritornano con Padalka sulla Sojuz TMA-16M 9 giorni dopo                                                                                        |
| 82. | 45S    | Sojuz TMA-19M Lancio: 15 dicembre 2015 Tempo di aggancio: 185 giorni 22 ore           | Jurij Malenčenko Timothy Kopra Timothy Peake                                                                                   | |       | Trasportato equipaggio Expedition 46 |
| 83. | 46S    | Sojuz TMA-20M Lancio: 18 marzo 2016 Tempo di aggancio: 171 giorni 19 ore              | Aleksej Ovčinin Oleg Skripočka Jeffrey Williams                                                                                | |       | Trasportato equipaggio Expedition 47 |
| 84. | 47S    | Sojuz MS-01 Lancio: 7 luglio 2016 Tempo di aggancio: 112 giorni 20 ore                | Anatolij Ivanišin Takuya Ōnishi Kathleen Rubins                                                                                | |       | Trasportato equipaggio Expedition 48 |
| 85. | 48S    | Sojuz MS-02 Lancio: 19 ottobre 2016 Tempo di aggancio: 170 giorni 23 ore              | Sergej Ryžikov Andrej Borisenko Robert Kimbrough                                                                               | |       | Trasportato equipaggio Expedition 49 |
| 86. | 49S    | Sojuz MS-03 Lancio: 17 novembre 2016 Tempo di aggancio: 194 giorni 13 ore             | Lancio: Oleg Novickij Thomas Pesquet Peggy Whitson Atterraggio: Oleg Novickij Thomas Pesquet                                   | |       | Trasportato equipaggio Expedition 50 |
| 87. | 50S    | Sojuz MS-04 Lancio: 20 aprile 2017 Tempo di aggancio: 135 giorni 8 ore                | Lancio: Fëdor Jurčichin Jack Fischer Atterraggio: Fëdor Jurčichin Jack Fischer Peggy Whitson                                   | |       | Trasportato equipaggio Expedition 51 |
| 88. | 51S    | Sojuz MS-05 Lancio: 28 luglio 2017 Tempo di aggancio: 138 giorni 7 ore                | Sergej Rjazanskij Randolph Bresnik Paolo Nespoli                                                                               | |       | Trasportato equipaggio Expedition 52 |
| 89. | 52S    | Sojuz MS-06 Lancio: 12 settembre 2017 Tempo di aggancio: 167 giorni 20 ore            | Aleksandr Misurkin Mark Vande Hei Joseph Acaba                                                                                 | |       | Trasportato equipaggio Expedition 53 |
| 90. | 53S    | Sojuz MS-07 Lancio: 17 dicembre 2017 Tempo di aggancio: 166 giorni                    | Anton Škaplerov Scott Tingle Norishige Kanai                                                                                   | |       | Trasportato equipaggio Expedition 54 |
| 91. | 54S    | Sojuz MS-08 Lancio: 21 marzo 2018 Tempo di aggancio: 194 giorni 12 ore                | Oleg Artem'ev Andrew Feustel Richard Arnold                                                                                    | |       | Trasportato equipaggio Expedition 55 |
| 92. | 55S    | Sojuz MS-09 Lancio: 6 giugno 2018 Tempo di aggancio: 195 giorni 12 ore                | Sergej Prokop'ev Alexander Gerst Serena Auñón-Chancellor                                                                       | |       | Trasportato equipaggio Expedition 56 |
| 94. | 57S    | Sojuz MS-11 Lancio: 3 dicembre 2018 Tempo di aggancio: 203 giorni 5 ore               | Oleg Kononenko David Saint-Jacques Anne McClain                                                                                | |       | Trasportato equipaggio Expedition 57/58/59 |
| 95. | 58S    | Sojuz MS-12 Lancio: 14 marzo 2019 Tempo di aggancio: 202 giorni 7 ore                 | Lancio: Aleksej Ovčinin Nick Hague Christina Koch Atterraggio: Aleksej Ovčinin Nick Hague Hazza Al Mansouri                    | |       | Trasportato equipaggio Expedition 59/60 Koch è tornata sulla Terra con la Sojuz MS-13 il 6 febbraio 2020.                                                                                               |
| 96. | 59S    | Sojuz MS-13 Lancio: 20 luglio 2019 Tempo di aggancio: 200 giorni 6 ore                | Lancio: Aleksandr Skvorcov Luca Parmitano Andrew Morgan Atterraggio: Aleksandr Skvorcov Luca Parmitano Christina Koch          | |       | Trasportato equipaggio Expedition 60/61. Morgan è tornato sulla Terra con la Sojuz MS-15 il 17 aprile 2020.                                                                                             |
| 97. | 61S    | Sojuz MS-15 Lancio: 25 settembre 2019 Tempo di aggancio: 204 giorni 6 ore             | Lancio: Oleg Skripočka Jessica Meir Hazza Al Mansouri Atterraggio: Oleg Skripočka Jessica Meir Andrew Morgan                   | |       | Trasportato equipaggio Expedition 61/62 Al Mansouri è tornato sulla Terra con la Sojuz MS-12. |
| 98. | 62S    | Sojuz MS-16 Lancio: 9 aprile 2020 Tempo di aggancio: 195 giorni 18 ore                | Anatolij Ivanišin Ivan Vagner Christopher Cassidy                                                                              | |       | Trasportato parte dell'equipaggio Expedition 63 |
| 99. |        | SpaceX Demo 2 Lancio: 30 maggio 2020 Tempo di aggancio: 62 giorni 9 ore               | Douglas Hurley Robert Behnken                                                                                                  | |       | Trasportato parte dell'equipaggio Expedition 63 |
| 100. | 63S    | Sojuz MS-17 Lancio: 14 ottobre 2020 Tempo di aggancio: 185 giorni                     | Sergej Ryžikov Sergej Kud'-Sverčkov Kathleen Rubins                                                                            | |       | Trasportato parte dell'equipaggio Expedition 64 |
| 101. |        | SpaceX Crew-1 Lancio: 16 novembre 2020 Tempo di aggancio: 166 giorni                  | Michael Hopkins Victor Glover Soichi Noguchi Shannon Walker                                                                    | |       | Trasportato parte dell'equipaggio Expedition 64 |
| 102. |        | Sojuz MS-18 Lancio: 9 aprile 2021 Tempo di aggancio: 190 giorni                       | Oleg Novickij Lancio: Pëtr Dubrov Mark Vande Hei Atterraggio: Klim Šipenko Julija Peresil'd                                    | |       | Trasportato parte dell'equipaggio Expedition 65 |
| 103. |        | SpaceX Crew-2 Lancio: 23 aprile 2021 Tempo di aggancio: 200 giorni                    | Robert Kimbrough Megan McArthur Akihiko Hoshide Thomas Pesquet                                                                 | |       | Trasportato parte dell'equipaggio Expedition 65 |
| 104. |        | Sojuz MS-19 Lancio: 5 ottobre 2021 Tempo di aggancio: 176 giorni                      | Anton Škaplerov Lancio: Klim Šipenko Julija Peresil'd Atterraggio: Pëtr Dubrov Mark Vande Hei                                  | |       | Trasportato cast del film russo The Challenge |
| 105. |        | SpaceX Crew-3 Lancio: 11 novembre 2021 Tempo di aggancio: 174 giorni                  | Raja Chari Thomas Marshburn Matthias Maurer Kayla Barron                                                                       | |       | Trasportato parte dell'equipaggio dell'Expedition 66 |
| 106. |        | Sojuz MS-20 Lancio: 8 dicembre 2021 Tempo di aggancio: 11 giorni                      | Aleksandr Misurkin Yūsaku Maezawa Yozo Hirano                                                                                  | |       | Trasportati due turisti spaziali per una missione breve |
| 107. |        | Sojuz MS-21 Lancio: 18 marzo 2022 Tempo di aggancio: 194 giorni                       | Oleg Artem'ev Denis Matveev Sergej Korsakov                                                                                    | |       | Trasportato parte dell'equipaggio Expedition 67 |
| 108. |        | Axiom Mission 1 Lancio: 8 aprile 2022 Tempo di aggancio: 16 giorni                    | Michael Lopez-Alegria Larry Connor Mark Pathy Eytan Stibbe                                                                     | |       | Trasportata la prima missione turistica di Axiom Space |
| 109. |        | SpaceX Crew-4 Lancio: 27 aprile 2022 Tempo di aggancio: 170 giorni                    | Kjell Lindgren Robert Hines Samantha Cristoforetti Jessica Watkins                                                             | |       | Trasportato parte dell'equipaggio Expedition 67 |
| 110. |        | Sojuz MS-22 Lancio: 21 settembre 2022 Tempo di aggancio: 187 giorni                   | Lancio: Sergej Prokop'ev Dmitrij Petelin Francisco Rubio Atterraggio: Nessuno                                                  | |       | Trasportato parte dell'equipaggio dell'Expedition 68. A causa del suo danneggiamento, la Sojuz è atterrata senza equipaggio e sostituita dalla Sojuz MS-23.                                             |
| 111. |        | SpaceX Crew-5 Lancio: 5 ottobre 2022 Tempo di aggancio: 156 giorni                    | Nicole Mann Josh Cassada Koichi Wakata Anna Kikina                                                                             | |       | Trasportato parte dell'equipaggio dell'Expedition 68 |
| 113. |        | SpaceX Crew-6 Lancio: 2 marzo 2023 Tempo di aggancio: 184 giorni                      | Stephen Bowen Warren Hoburg Sultan Al Neyadi Andrej Fedjaev                                                                    | |       | Trasportato parte dell'equipaggio dell'Expedition 69 |
| 114. |        | Axiom Mission 2 Lancio: 21 maggio 2023 Tempo di aggancio: 8 giorni                    | Peggy Whitson John Shoffner Ali AlQarni Rayyanah Barnawi                                                                       | |       | Trasportato l'equipaggio della seconda missione turistica di Axiom Space |
| 112. |        | Sojuz MS-23 Lancio: 24 febbraio 2023 Tempo di aggancio: 184 giorni                    | Lancio: Nessuno Atterraggio: Sergej Prokop'ev Dmitrij Petelin Francisco Rubio                                                  | |       | Veicolo lanciato in sostituzione della Sojuz MS-22. La missione dell'equipaggio venne estesa per l'Expedition 69                                                                                        |
| 116. |        | Axiom Mission 3 Lancio: 18 gennaio 2024 Tempo di aggancio: 18 giorni                  | Michael López-Alegría Walter Villadei Alper Gezeravci Marcus Wandt                                                             | |       | Trasportato l'equipaggio della terza missione turistica di Axiom Space |
| 114. |        | SpaceX Crew-7 Lancio: 26 agosto 2023 Tempo di aggancio: 197 giorni                    | Jasmin Moghbeli Andreas Mogensen Satoshi Furukawa Konstantin Borisov                                                           | |       | Trasportato parte dell'equipaggio dell'Expedition 70 |
| 115. |        | Sojuz MS-24 Lancio: 15 settembre 2023 Tempo di aggancio: 203 giorni                   | Lancio: Oleg Kononenko Nikolaj Čub Loral O'Hara Atterraggio: Oleg Novickij Loral O'Hara Marina Vasilevskaja                    | |       | Kononenko e Čub hanno preso parte alla missione annuale Expedition 70/71 mentre O'Hara ha trascorso sei mesi a bordo durante Expedition 70                                                              |
| 119. |        | Boe-CFT Lancio: 5 giugno 2024 Tempo di aggancio: 93 giorni                            | Lancio: Barry Wilmore Sunita Williams Atterraggio: Nessuno                                                                     | |       | Trasportato l'equipaggio del volo di collaudo del CST-100 Starliner |
| 118. |        | Sojuz MS-25 Lancio: 23 marzo 2024 Tempo di aggancio: 182 giorni                       | Lancio: Oleg Novickij Tracy Caldwell Dyson Marina Vasilevskaja Atterraggio: Oleg Kononenko Nikolaj Čub Tracy Caldwell Dyson    | |       | Trasportato il cosmonauta Novickij e la cittadina bielorussa Vasilevskaja per una missione breve mentre Dyson ha dato il cambio a O'Hara per l'Expedition 71                                            |
| 117. |        | SpaceX Crew-8 Lancio: 4 marzo 2024 Tempo di aggancio: 232 giorni                      | Matthew Dominick Michael Barratt Jeanette Epps Aleksandr Grebënkin                                                             | |       | Trasportato parte dell'equipaggio dell'Expedition 71 |
| 121. |        | SpaceX Crew-9 Lancio: 28 settembre 2024 Tempo di aggancio: 168 giorni                 | Lancio: Nick Hague Aleksandr Gorbunov Atterraggio: Nick Hague Aleksandr Gorbunov Sunita Williams Barry Wilmore                 | |       | Trasportato parte dell'equipaggio dell'Expedition 72 |
| 120. |        | Sojuz MS-26 Lancio: 11 settembre 2024 Tempo di aggancio: 219 giorni                   | Aleksej Ovčinin Ivan Vagner Donald Pettit                                                                                      | |       | Trasportato parte dell'equipaggio dell'Expedition 72 |
| 124. |        | Axiom Mission 4 Lancio: 25 giugno 2025 Tempo di aggancio: 20 giorni                   | Peggy Whitson Shubhanshu Shukla Sławosz Uznański-Wiśniewski Tibor Kapu                                                         | |       | Trasportato l'equipaggio della quarta missione turistica di Axiom Space |
| 122. |        | SpaceX Crew-10 Lancio: 14 marzo 2025 Tempo di aggancio: 145 giorni                    | Anne McClain Nichole Ayers Takuya Ōnishi Kirill Peskov                                                                         | |       | Trasportato parte dell'equipaggio dell'Expedition 73. È stata la prima missione spaziale in cui sia il ruolo di comandante sia quello di pilota erano ricoperti da donne.                               |

## Voli in corso
|      | Volo | Missione                                                        | Equipaggio                                           | Foto equipaggio | Patch | Note                                                     |
| ---- | ---- | --------------------------------------------------------------- | ---------------------------------------------------- | --------------- | ----- | -------------------------------------------------------- |
| 123. |      | Sojuz MS-27 Lancio: 8 aprile 2025 Tempo di aggancio: In corso   | Sergej Ryžikov Alekej Zubrickij Jonathan Kim         |                 |       | Trasportato parte dell'equipaggio dell'Expedition 73     |
| 125. |      | SpaceX Crew-11 Lancio: 1º agosto 2025 Tempo di aggancio: Futuro | Zena Cardman Michael Fincke Kimiya Yui Oleg Platonov |                 |       | Trasporterà parte dell'equipaggio dell'Expedition 73/74. |

## Voli futuri
|      | Volo | Missione                                                                  | Equipaggio                                              | Foto equipaggio | Patch | Note                                                 |
| ---- | ---- | ------------------------------------------------------------------------- | ------------------------------------------------------- | --------------- | ----- | ---------------------------------------------------- |
| 126. |      | Sojuz MS-28 Lancio: Novembre 2025 (pianificato) Tempo di aggancio: Futuro | Sergej Kud'-Sverčkov Sergej Mikaev Christopher Williams |                 |       | Trasporterà parte dell'equipaggio dell'Expedition 74 |

## Voli falliti
|     | Volo | Missione                                                              | Equipaggio                 | Foto equipaggio | Patch | Note                                                                                           |
| --- | ---- | --------------------------------------------------------------------- | -------------------------- | --------------- | ----- | ---------------------------------------------------------------------------------------------- |
| 93. | 56S  | Sojuz MS-10 Lancio: 11 ottobre 2018 Tempo di aggancio: Lancio fallito | Aleksej Ovčinin Nick Hague |                 |       | Lancio fallito durante il distacco dei booster. L'equipaggio ha eseguito un rientro balistico. |